# Janina Broniewska (rzeźbiarka)
Janina Broniewska, ps. „Bronisław Janowski” (ur. 28 sierpnia 1886 w Krasińcu, zm. 22 sierpnia 1947 w Warszawie) – polska rzeźbiarka i malarka.

## Życiorys

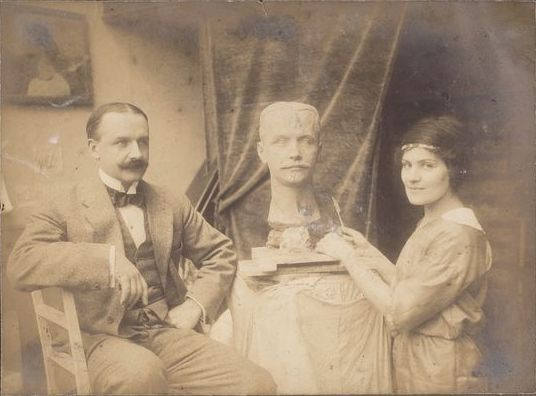
Broniewska w swojej pracowni, Paryż

Urodziła się 28 sierpnia 1886 roku w Krasińcu. Uczyła się w gimnazjum Leoni Rudzkiej, jednocześnie uczęszczając na lekcje sztuki do Szkoły Sztuk Pięknych w Warszawie, po czym kontynuowała naukę w szkole gospodarczej w Chyliczkach. W 1905 roku przeniosła się do Krakowa, gdzie przez trzy lata studiowała rzeźbę u Xawerego Dunikowskiego i Wacława Szymanowskiego oraz uczęszczała na lekcje malarstwa prowadzone przez Józefa Siedleckiego i Jacka Malczewskiego w ramach Wyższych Kursów dla Kobiet im. Adriana Baranieckiego. Powróciwszy do Warszawy rozpoczęła pracę w zakładzie fotochemigraficznym i w „Gazecie Cukrowniczej”.
W 1909 roku wyjechała do Paryża, gdzie rozpoczęła naukę u Jeana Antoine’a Injalberta, po czym przez pięć lat studiowała w Académie de la Grande Chaumière w pracowni Antoine’a Bourdelle’a. W tym samym okresie u profesora rozwijali się także inni studenci z Polski: Jadwiga Bohdanowicz, Urszula Bucholz, Luna Drexler, Helena Głogowska, Wacława Kiślańska, Maryla Lednicka-Szczytt, Kazimiera Pajzderska, Piotr Hermanowicz i Władysław Skoczylas. Niektórzy uczniowie wspierali Bourdelle’a przy projektach rzeźbiarskich pod jego kierownictwem; Broniewska wykonywała takie prace, jak płaskorzeźby zdobiące Théâtre des Champs Élysées i pomnik Adama Mickiewicza w Paryżu, dla którego wykonała także głowę poety. Prace własne, które w okresie paryskim charakteryzowały się równowagą i rygorystyczną konstrukcją (widoczną m.in. w jej portrecie Bourdelle’a), wystawiała m.in. podczas wystawy Société Nationale des Beaux-Arts i Salonu Jesiennego. W 1914 roku zdobyła stypendium Edwarda Raczyńskiego, z którego jednak nie mogła skorzystać ze względu na wybuch I wojny światowej. Tworzyła portrety na zamówienie rodziny Radziwiłłów i Skibniewskich, po czym do końca wojny przebywała na terenie Rosji.
Po wojnie osiadła w Warszawie. Tworzyła przede wszystkim rzeźby portretowe. Z biegiem czasu jej prace zaczęły nabierać dekoracyjności, która w latach 30. przerodziła się w ostrość geometryzujących kształtów. Wystawiała w Zachęcie i w Instytucie Propagandy Sztuki, w 1929 roku wzięła udział w Powszechnej Wystawie Krajowej. W 1927 roku jej praca Immaculata Conceptio Masoviensis (1925) – drewniana rzeźba o manierystycznie wydłużonej pozie – została wyróżniona brązowym medalem na wystawie Towarzystwa Zachęty Sztuk Pięknych. W 1930 roku wykonała dla Banku Gospodarstwa Krajowego metopy Rolnictwo i Górnictwo o geometryzujących cięciach. W podobnej stylistyce utworzyła stacje Drogi Krzyżowej dla kościoła w Grodźcu. W 1936 roku w Zachęcie odbyła się monograficzna wystawa jubileuszowa artystki świętująca 30-lecie pracy twórczej Broniewskiej, na którą składały się 82 przeważnie gipsowe rzeźby, płaskorzeźby, tablice, medaliony, plakiety i maszkarony. Rok później Broniewska zdobyła złoty medal podczas Wystawy światowej w Paryżu za rzeźbę Słowianka. Do prac artystki należą także rzeźby nagrobne na cmentarzu Powązkowskim w Warszawie i ceramika. Oprócz tworzenia rzeźb zajmowała się również malarstwem, malując głównie portrety, w tym Portret Prezesa PKO Emila Schmidta. Obrazy podpisywała pseudonimem „Bronisław Janowski”.
Miała nieślubną córkę, którą wychowała samodzielnie. Zmarła 22 sierpnia 1947 roku w Warszawie.  
Jej prace znajdują się m.in. w zbiorach Muzeum Narodowego w Warszawie.  

## Galeria

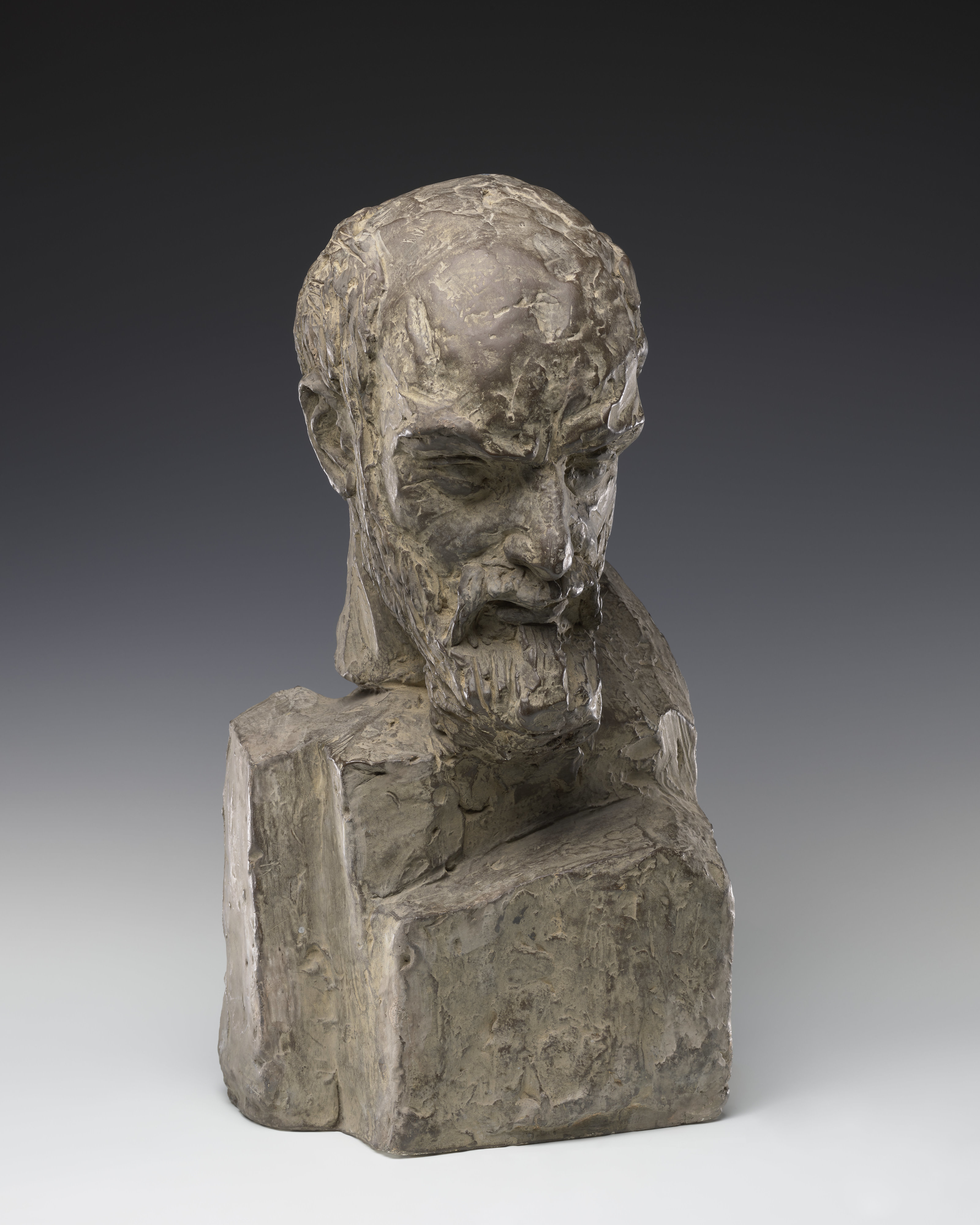
Popiersie Antoine’a Bourdelle’a, 1913 (1910?), Muzeum Narodowe w Warszawie
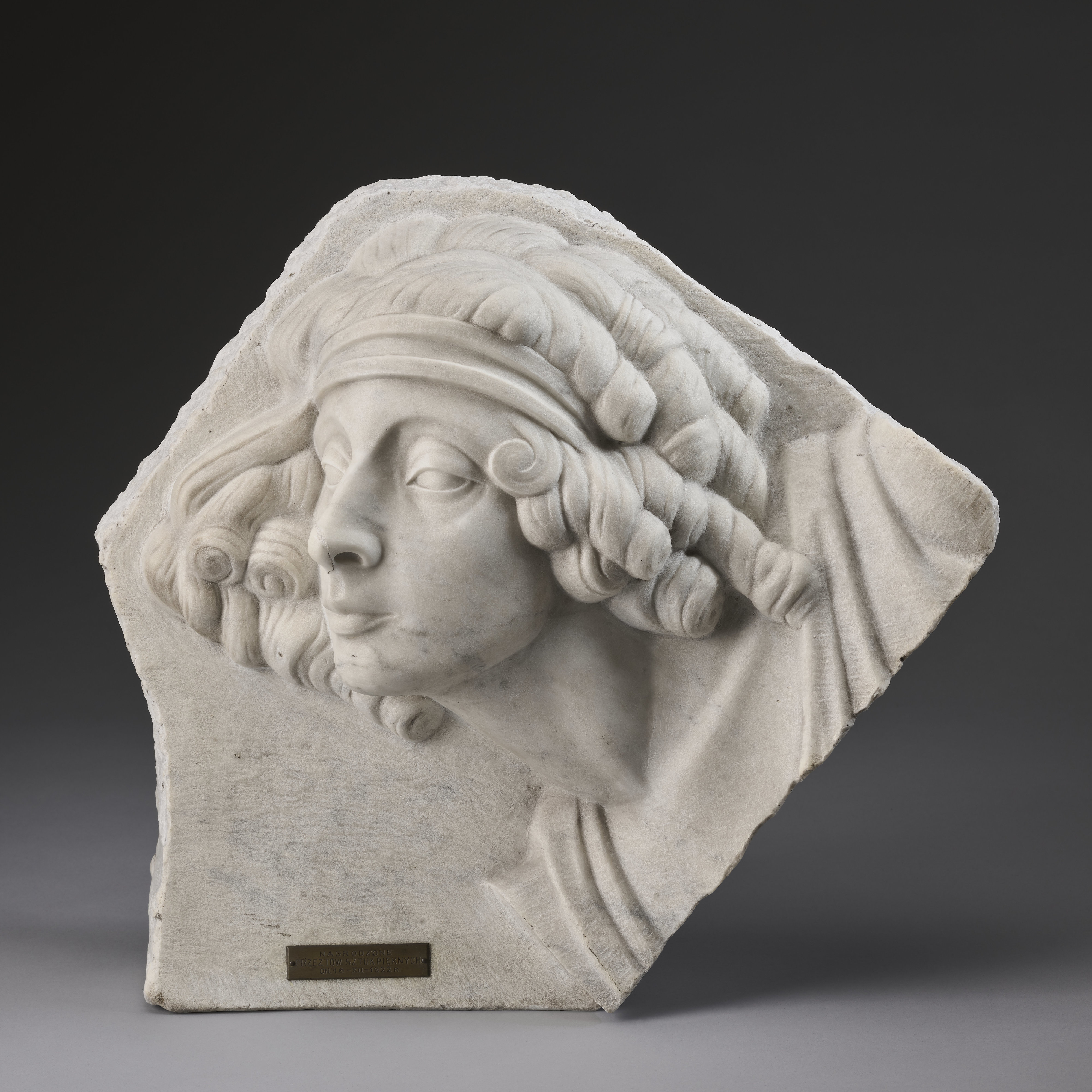
Portret kobiety, 1922, Muzeum Narodowe w Warszawie
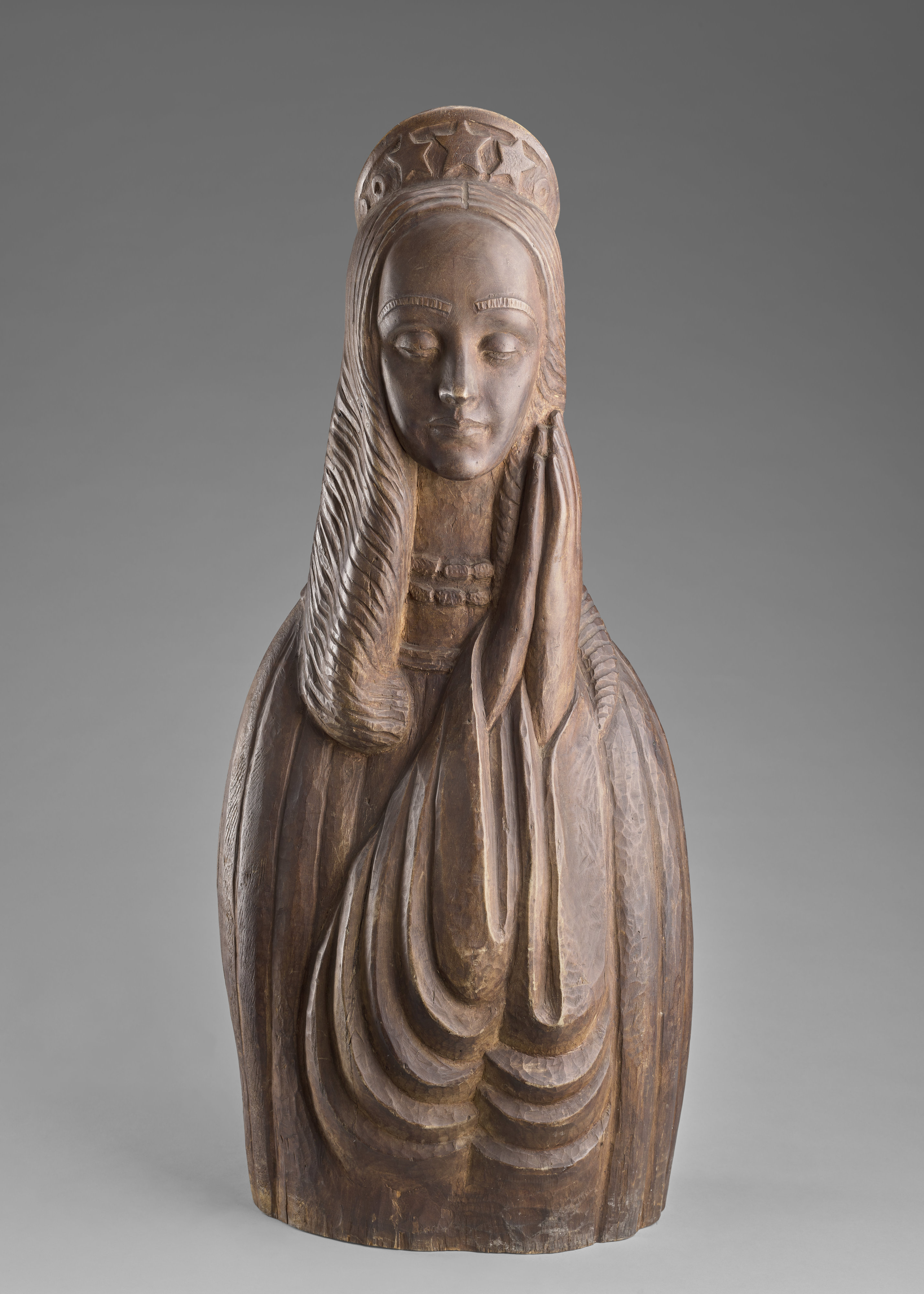
Immaculata Conceptio Masoviensis, 1924–1925, Muzeum Narodowe w Warszawie
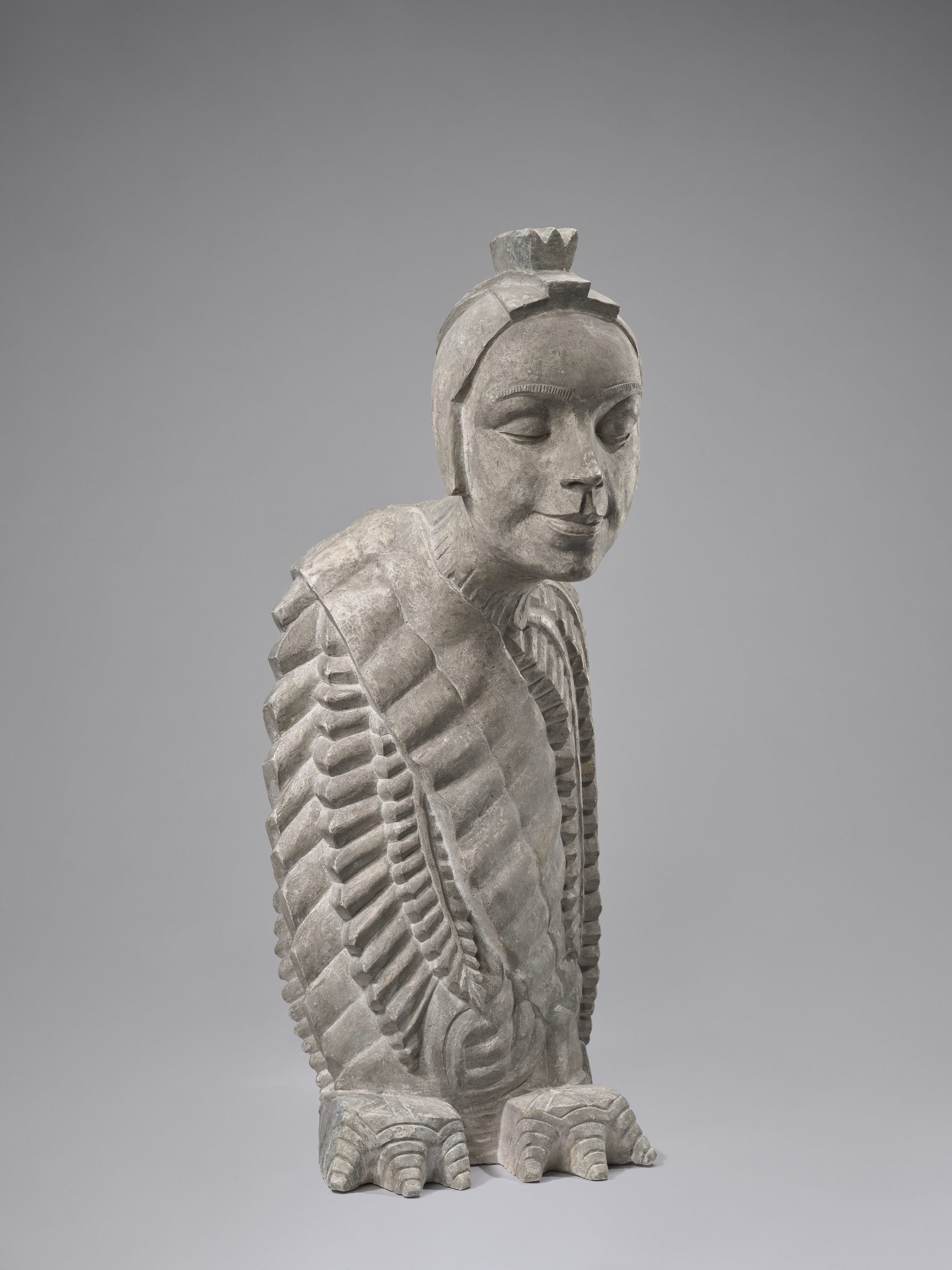
Miss Polonia z cyklu Satyry Warszawskie, 1930, Muzeum Narodowe w Warszawie
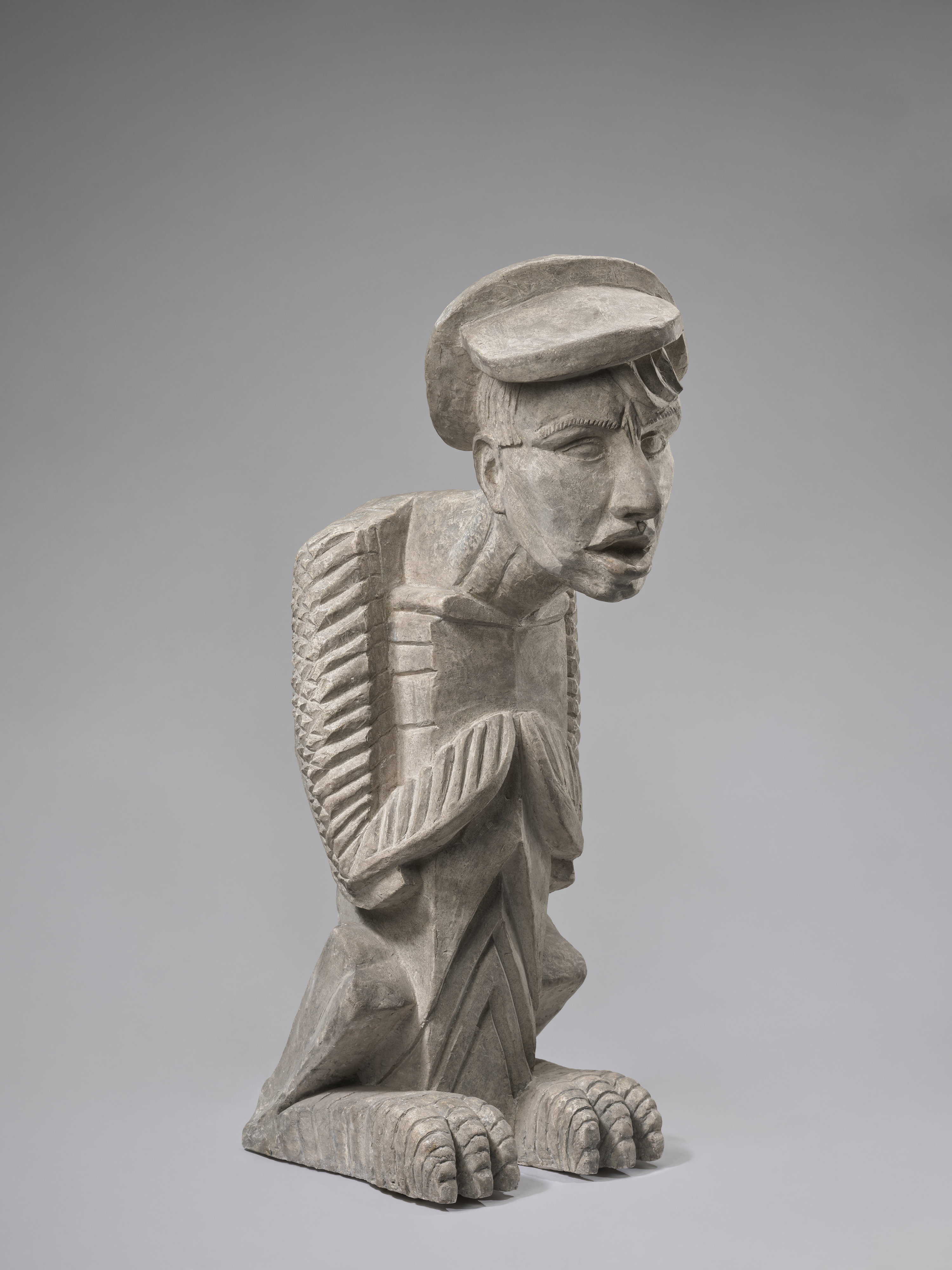
Kurier Czerwony z cyklu Satyry Warszawskie, 1930, Muzeum Narodowe w Warszawie